# Erythraeus Joachim (ifjabb)
Ifjabb Erythraeus Joachim (Roth Joachim) (Lőcse, 1663 – Stettin, 1703. április 28.) evangélikus lelkész.

## Élete
Idősebb Erythraeus Joachim fia volt, 1700-ban Stettinben atyját követte a lelkészi hivatalban.

## Munkái
- Das geistliche Vergiss mein nicht… Tizenkét ujévi prédikáció)